# KEGG
KEGG (Enciclopédia de Genes e Genoma de Kioto) é uma coleção de bancos de dados on-line que lidam com genoma, vias metabólicas e substâncias químicas biológicas. O banco de dados registra redes de interações moleculares nas células e variantes específicas a determinados organismos.